# 20120 Ryugatake
20120 Ryugatake este un asteroid din centura principală de asteroizi.

## Descriere
20120 Ryugatake este un asteroid din centura principală de asteroizi. A fost descoperit pe 24 noiembrie 1995 la Ōizumi de Takao Kobayashi. Asteroidul prezintă o orbită caracterizată de o semiaxă mare de 2,63 ua, o excentricitate de 0,16 și o înclinație de 12,8° în raport cu ecliptica.